# Алмалинський сільський округ (Шиєлійський район)
Алмали́нський сільський округ (каз. Алмалы ауылдық округі, рос. Алмалинский сельский округ) — адміністративна одиниця у складі Шиєлійського району Кизилординської області Казахстану. Адміністративний центр — село Алмали.
Населення — 2144 особи (2021; 1966 у 2009, 2206 у 1999, 2240 у 1989).
Станом на 1989 рік існувала Алмалинська сільська рада (села Кзил-Там, Лісне хозяйство, Плодоягодне, селище Роз'їзд 21). Пізніше село Жансеїт (колишнє Кзил-Там) увійшло до складу Іркольського сільського округу. 2024 року ліквідовано селище Роз'їзд 20.

## Склад
До складу округу входять такі населені пункти:
| Населений пункт              | Колишні назви   | Населення, осіб (1989) | Населення, осіб (1999) | Населення, осіб (2009) | Населення, осіб (2021) |
| ---------------------------- | --------------- | ---------------------- | ---------------------- | ---------------------- | ---------------------- |
| Алмали, село                 | Плодоягодне     | 1384                   | 1494                   | 1276                   | 1576                   |
| Роз'їзд 20, станційне селище | -               | -                      | 41                     | 40                     | 3                      |
| Роз'їзд 21, станційне селище | -               | 553                    | 543                    | 559                    | 493                    |
| Тогайли, село                | Лісне хозяйство | 303                    | 128                    | 91                     | 72                     |